# Carl Hermann Busse

Carl Busse

Carl Hermann Busse (* 12. November 1872 in Lindenstadt, Kreis Birnbaum; † 3. Dezember 1918 in Zehlendorf) war ein deutscher Lyriker. Er arbeitete als Literaturkritiker und veröffentlichte, auch unter dem Pseudonym Fritz Döring, selbst Lyrik und Prosa.

## Leben

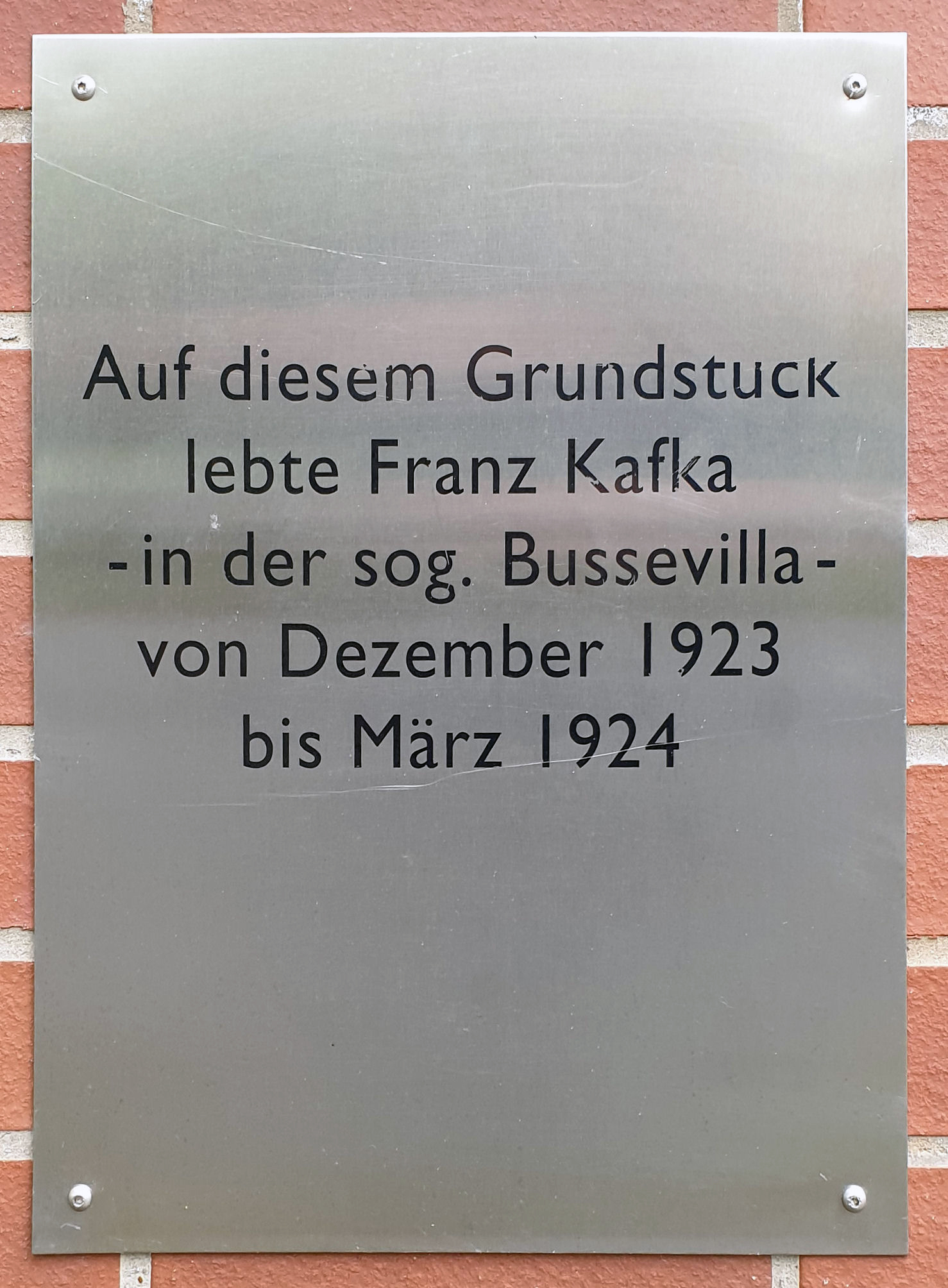
Gedenktafel an der ehemaligen Bussevilla, Busseallee 7, in Berlin-Zehlendorf

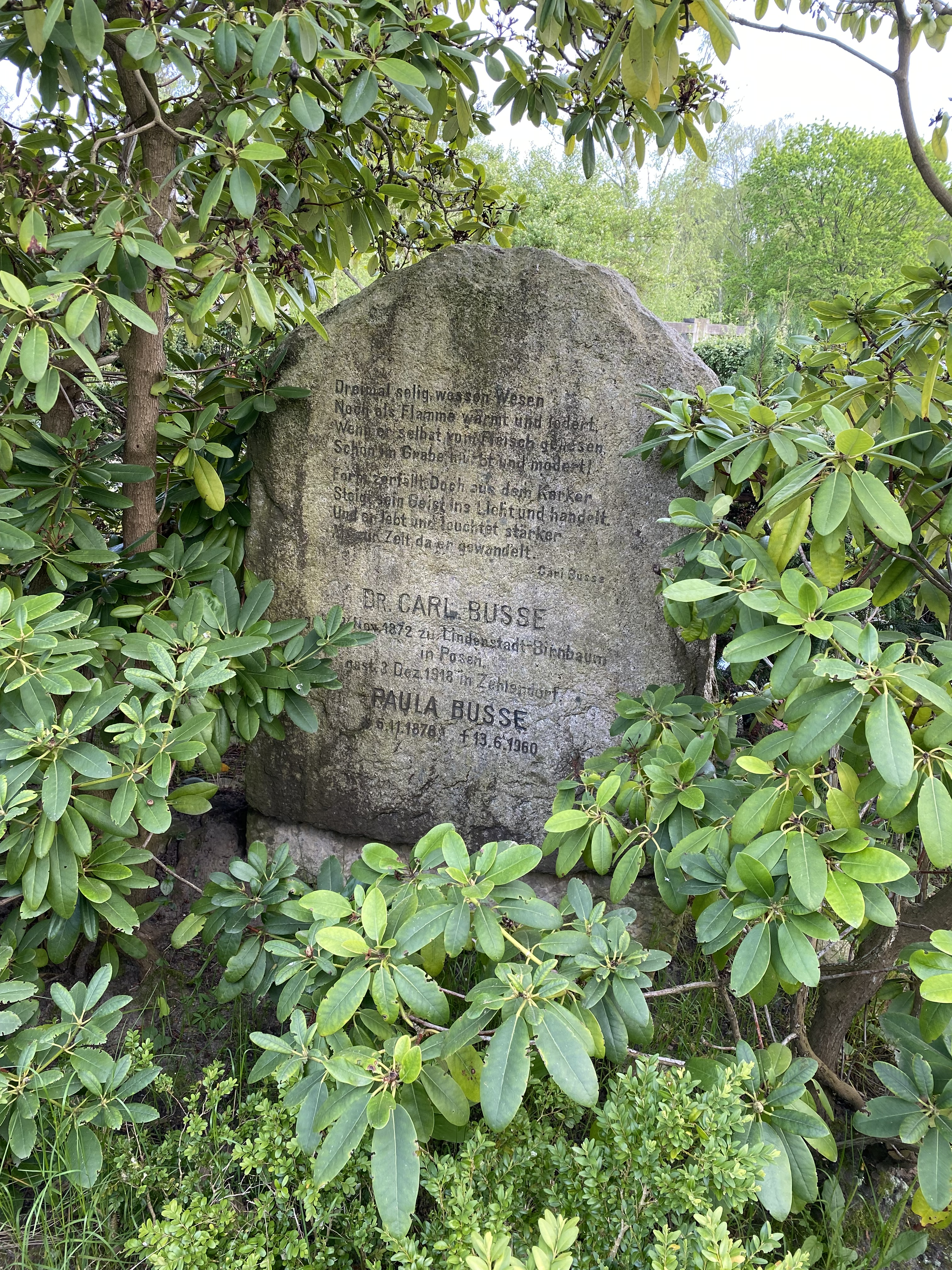
Grabstätte auf dem Friedhof Zehlendorf

Carl Busse besuchte in Wongrowitz das Gymnasium. Er lebte ab etwa 1893 in Berlin und besuchte hier auch das Militärpädagogium. Ab 1894 studierte er Philologie, Geschichte und Philosophie an der Universität in Berlin und promovierte 1898 bei Wolfgang Golther an der Universität Rostock mit einer Arbeit über Novalis' Lyrik. Ab 1898 war er als freier Schriftsteller und Literaturkritiker in Berlin tätig, wurde Mitherausgeber des Deutschen Wochenblatts, einer Zeitschrift für Politik, Kunst und Literatur, und Mitarbeiter von Velhagen & Klasings Monatsheften. Busse war Gründungsmitglied des „Kartells deutscher lyrischer Autoren“.
Der Komponist Heinrich Kaspar Schmid vertonte 1903 in op. 9 das Gedicht Schöne Nacht für Gesang und Klavier. Die Uraufführung war am 18. Juni 1903 im Münchener Odeon bei einem Konzert von Studenten der Akademie der Tonkunst, am Klavier war Heinrich Kaspar Schmid. Ebenfalls 1903 entstand Max Regers Gesang der Verklärten op. 71 für Chor und Orchester; später folgten drei Liedkompositionen, Schlafliedchen op. 75 Nr. 14, Wenn die Linde blüht op. 76 Nr. 4 und Der Sausewind op. 104 Nr. 5. Die Kasseler Komponistin Luise Greger vertonte 1904 das Gedicht Über die Berge weit.
Busse nahm ab 1916 als Landsturmmann am Ersten Weltkrieg teil und wurde mit dem Eisernen Kreuz II. Klasse ausgezeichnet.
Carl Hermann Busse starb 1918 im Alter von 46 Jahren in seinem Haus in der Heidestraße 25/26 (heute Busseallee 7/9; nach ihm benannt) in Zehlendorf an der damals in Europa grassierenden Spanischen Grippe. Er wurde auf dem Friedhof Zehlendorf beigesetzt. Das Grab ist erhalten geblieben. Die Grabstätte im Feld 008-225 ist heute verwaist und die Überlassungszeit abgelaufen.
Mit seiner Frau Paula Jacobsen hatte er zwei Töchter, Ute und Christine. Das Erdgeschoss des Hauses in der Heidestrasse wurde von seiner Witwe im Frühjahr 1924 an Dora Diamant und Franz Kafka, alias „Dr. Kaesbohrer“, vermietet. Paula Busse wurde von den Nationalsozialisten in das Ghetto Theresienstadt deportiert, das sie überlebte.
Sein Bruder Georg Busse-Palma war ebenfalls ein Literat.

## Schokoladenwerbung
Busse gehörte zum Kreis der Autoren und Schriftsteller, die im Auftrag des Kölner Schokoladeproduzenten Ludwig Stollwerck an der textlichen Gestaltung der Stollwerck-Sammelbilder und Sammelalben mitarbeiteten. Unter den weiteren Autoren waren die Dichterin „T.Resa“ alias Theresa Gröhe, geb. Pauli-Greiffenberg, der Zoologieprofessor Paul Matschie, der Schriftsteller Hans Eschelbach, der Journalist Julius Rodenberg, der Schriftsteller Joseph von Lauff, der Romancier Gustav Falke, die Dichterin Anna Ritter.

## Rezeption
Carl Busses Gedicht Über den Bergen (山のあなた, Yama no Anata) ist in Japan durch die Anthologie Kaichō on von Ueda Bin aus dem Jahr 1905 (zuletzt 2010 wieder veröffentlicht) auch heute noch bekannt.

## Werke
- Gedichte, Großenhain [u. a.] 1892
- Ich weiß es nicht, Großenhain [u. a.] 1892
- In junger Sonne, München 1892
- Stille Geschichten, München 1894
- Träume, Leipzig 1895
- Jugendstürme, Stuttgart 1896
- Neue Gedichte, Stuttgart 1896
- Die häßliche Wikta, Breslau [u. a.] 1897
- Höhenfrost, Berlin 1897
- Novalis’ Lyrik, Oppeln 1898
- Jadwiga, Stuttgart
  - 1 (1899)
  - 2 (1899)
- Geschichte der deutschen Dichtung im neunzehnten Jahrhundert, Berlin 1901
- In der Grenzschenke. Lena Sieg, Berlin 1901
- Röschen Rhode, Stuttgart 1901
- Die Schüler von Polajewo, Stuttgart 1901
- Vagabunden, Stuttgart [u. a.] 1901
- Der Förster. Heinrich Timm, Stuttgart 1902 (unter dem Namen Fritz Döring)
- Annette von Droste-Hülshoff, Bielefeld [u. a.] 1903
- Deutsche und polnische Liebe, Stuttgart 1903 (unter dem Namen Fritz Döring)
- Federspiel, Berlin 1904
- Kleinstädtische Herzen. Ruth von Bergen, Berlin [u. a.] 1904 (unter dem Namen Fritz Döring)
- Die Hexe, Stuttgart [u. a.] 1905 (unter dem Namen Fritz Döring)
- Königsträume, Berlin 1905 (unter dem Namen Fritz Döring)
- Das Licht am Berge und andere Novellen, Berlin 1905 (unter dem Namen Fritz Döring)
- Schimmelchen und andere Novellen, Berlin 1905 (unter dem Namen Fritz Döring)
- Conrad Ferdinand Meyer als Lyriker, Leipzig 1906
- Im polnischen Wind, Stuttgart 1906
- Die Referendarin, Stuttgart
  - 1 (1906)
  - 2 (1906)
- Die Wette, Stuttgart [u. a.] 1906 (unter dem Namen Fritz Döring)
- Das Gymnasium zu Lengowo, Stuttgart 1907
- Zertretene Saat, Wiesbaden 1907
- Die Stenographin. Zwei Küsse, Berlin [u. a.] 1908 (unter dem Namen Fritz Döring)
- Die Hoermanns, Stuttgart
  - 1 (1909)
  - 2 (1909)
- Geschichte der Weltliteratur, Bielefeld [u. a.]
  - 1 (1910)
  - 2 (1913)
- Heilige Not, Stuttgart 1910
- Lachtauben, Berlin [u. a.] 1910 (unter dem Namen Fritz Döring)
- Lena Küppers, Stuttgart
  - 1 (1910)
  - 2 (1910)
- Die rote Julka. Das Opfer, Wiesbaden 1911
- Schuld und andere Novellen, Berlin [u. a.] 1911
- Der Weiberschreck. Die beiden Wolges, Stuttgart [u. a.] 1911 (unter dem Namen Fritz Döring)
- Der dankbare Heilige und andere Novellen, Leipzig 1913
- Flugbeute, Stuttgart [u. a.] 1914
- Über Zeit und Dichtung, Konstanz a.B. 1915
- Klar Schiff! Seekriegsnovellen 1914/15, Heilbronn 1915 (darin Beiträge unter dem Namen Fritz Döring und Carl Busse)
- Winkelglück, Leipzig 1916
- Aus Krieg und Frieden, Wiesbaden 1917
- Sturmvögel, Leipzig 1917
- Die Bergleuchte, Wiesbaden 1918 (unter dem Namen Fritz Döring)
- Aus verklungenen Stunden, Leipzig 1920
- Geschichte aus der Ostmark, Halle a.d.S. 1922

## Lieder nach Texten Carl Busses
Opus 20/2 „In meiner Heimat“
In meiner Heimat wird es jetzt Frühling,
der grünt auf den ältesten Gräbern sogar;
da klingen die Brunnen, da locken die Lieder,
da wandert mit Kätzchen die Kinderschar.
In meiner Heimat lachen die Mädchen,
die wilden Rosen erblüh’n im Gesträuch!
Und Nachts die Sterne, die glänzen viel goldner,
wohl tausendmal goldner wie hier bei euch!
op. 75/14 „Schlafliedchen“
Sum, sum, der Sandmann geht, ach wie dunkel, ach wie spät, wie spät!
Tritt zu jedem Kind ins Haus, streut die stillen Körner aus.
Sum, sum, der Sandmann geht, komm und sprich dein Nachtgebet:
„Lieber Gott, mach du mich fromm, dass ich in den Himmel komm!“
Falt’ die Händchen, schlaf in Ruh, schlaf in Ruh, deine Mutter deckt dich zu,
wird ein Engel wunderschön heut`an deinem Bettchen steh’n.

## Herausgeberschaft
- Neuere deutsche Lyrik, Halle 1895
- Feuerschein, Heilbronn 1915
- Heiliges Brausen, Berlin 1915 (herausgegeben unter dem Namen Fritz Döring)
- Klar Schiff!, Heilbronn 1915
- Tröst-Einsamkeit, Heilbronn
  - 1 (1916)